# Duquesne University
Duquesne University of the Holy Spirit (IPA: /djuːˈkeɪn/), även känt som Duquesne University, är ett amerikanskt privatägt katolskt universitet i Pittsburgh, Pennsylvania. Duquesne grundades av spiritaner och öppnade först som Pittsburgh Catholic College of the Holy Ghost i oktober 1878 med 40 studenter och sex fakultet. 1911 blev högskolan den första katolska institutionen på universitetsnivå i Pennsylvania. Universitetet är uppkallat efter en 1700-talsguvernör i Nya Frankrike, Michel-Ange Duquesne de Menneville (ca 1700–1778).